# Pouso Alegre FC
Der Pouso Alegre Futebol Clube, in der Regel nur kurz Pouso Alegre FC genannt, ist ein Fußballverein aus Pouso Alegre im brasilianischen Bundesstaat Minas Gerais.

## Erfolge
- Série D: 2022 (Vizemeister)  ▲
- Staatsmeisterschaft von Minas Gerais Segunda Divisão: 2019
- Campeonato Mineiro Módulo II: 2020
- Troféu Inconfidência: 2021

## Stadion
Der Verein trägt seine Heimspiele im Estádio Municipal Irmão Gino Maria Rossi, auch bekannt als Manduzão, in Pouso Alegre aus. Das Stadion hat ein Fassungsvermögen von 26.000 Personen. Eigentümer der Sportstätte ist die Stadt Pouso Alegre.

## Trainerchronik
Stand: 26. August 2023
| Trainer              | Nation    | von              | bis                |
| -------------------- | --------- | ---------------- | ------------------ |
| Émerson Ávila        | Brasilien | 11. Januar 2021  | 10. Mai 2021       |
| Cléber Gaucho        | Brasilien | 19. Januar 2022  | 6. Februar 2022    |
| Francisco Diá        | Brasilien | 14. Februar 2022 | 27. April 2022     |
| Paulo Roberto Santos | Brasilien | 5. Mai 2022      | 30. September 2022 |
| Eugênio Souza        | Brasilien | 1. Januar 2023   | 6. März 2023       |
| Roger Silva          | Brasilien | 27. März 2023    | 3. Juli 2023       |
| Rogério Henrique     | Brasilien | 7. Juli 2023     | 7. August 2023     |
| Juarez Leite         | Brasilien | 11. August 2023  | heute              |